# Willemit

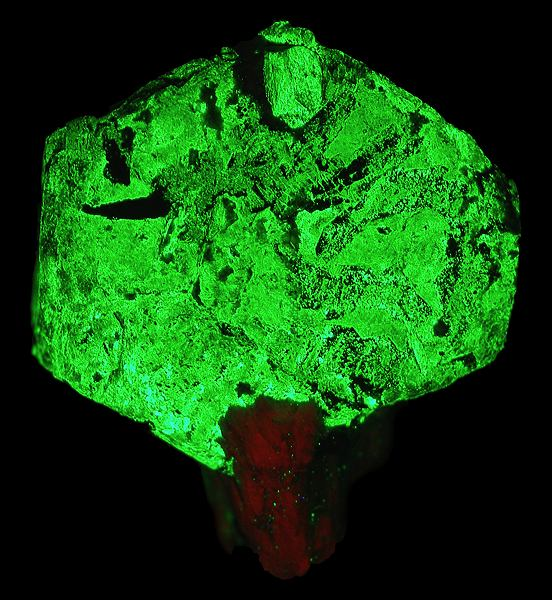
Grönfluorescerande willemit och röd/orange kalcit

Willemit, Zn2SiO4, är ett mineral i kategorin nesosilikater och ingår i willemitgruppen. Det tillhör det trigonala kristallsystemet. Dess färg är oftast gröngul men kan vara allt från färglös, vit, röd över till brun.

## Emytologi
Mineralet har fått sitt namn efter Vilhelm I av Nederländerna.

## Egenskaper
Willemit fluotescerar vanligtvis i kortvågigt ultraviolett ljus och ibland i långvågigt. Helt ren willemit ger dock inget gensvar. Mineralet har hårdhet 5½ på mohs-skalan och mussligt eller ojämnt brott.

## Förekomst
Man finner willemit i små mängder i oxidationszonen till zinkmalmer. I Sverige har mineralet påträffats i gruvan Garpenberg norra.